# Freemans Reach
Freemans Reach – miasto w Australii, w stanie Nowa Południowa Walia.